# Luca Pernici
Luca Pernici, conosciuto anche come Penna (Reggio nell'Emilia, 10 giugno 1969), è un compositore, musicista, produttore discografico e teorico musicale italiano.

## Biografia
È un musicista e produttore musicale formatosi inizialmente nell'ambito della musica elettronica soprattutto grazie alle esperienze musicali realizzate col Maffia Soundsystem e la fragmentOrchestra. 
Successivamente realizza diversi album e singoli di musica pop rock anche in Italia, collaborando con artisti quali: Il Nucleo, Ligabue, Marla Singer, Madreblu, Stefano Centomo, RIO, Mario Biondi. In Giappone è conosciuto per aver realizzato diversi brani Euro Dance di successo nella seconda metà degli anni novanta, su tutti: GO GO, cantata da Namie Amuro (oltre 1 800 000 copie) e Love Is A Melody delle D&D.
Dal 1995 svolge principalmente l'attività di produttore. Al 2011 ha curato più di 200 produzioni edite.

## Partecipazioni

### 1994-2000
Tra il 1995 ed il 1998 produce oltre 100 brani editi soprattutto di musica Dance per le seguenti etichette: TIME, AbeatC, Avex, EMI Toshiba.
- (1994) Funky Company: Tendency Of Love'' (Album; programming)[7]
- (1997) Coimbra: Another Star'' (Steve Wonder Remix; production, programming, mix, mastering)
- (1998) Jóga: Dam Dariram'' (Single; writing, arrangements, mix)
- (1998) Real Vibes: Miss You (Rolling Stones Remix; production, programming, mix, mastering)
- (1998) Coimbra: Another Star (The Breeze & The Beach Of Bahia Claudio Coccoluto Remix; production, mastering)
- (1999) Maffia Soundsystem: Angelic Sphere (Single; writing, production, programming, mix, mastering)
- (1999) Ridillo: Mangio Amore (Remix; production, programming, some arrangements, mix, mastering)
- (2000) Fragmentorchestra: Metropolis (Single; writing, production, programming, mix, mastering), Sex & The City soundtrack 2003 (6x02)
- (2000) Maffia Soundsystem: Made in Italy (UK Single, keyboards, recordings, programming. Produced by Dj Peshay)
- (2000) Maffia Soundsystem: Ternary Beat (Single; writing, production, programming, mix, mastering)
- (2000) Maffia Soundsystem feat. Lance Heston: Unsuitable Soul (Single; writing, production, programming, mix, mastering)
- (2000) Nu-Synthtetics: Flexteps (UK Single; production, arrangements, mix, mastering)
- (2000) Fragmentorchestra: The Muse (Single; writing, production, programming, mix, mastering)
- (2000) Nu-Synthtetics: Glasses Works (UK Single; production, arrangements, mix, mastering)

### 2001-2003
- (2001) Fragmentorchestra: Carioca/Sunlit (EP; artistic production, writing, arrangement, recording, mix, mastering), CSI: Miami soundtrack 2007 (6x09)
- (2001) Madreblu: Il Sogno (Single; production, some arrangements, recording)
- (2001) Fragmentorchestra: Sambita/The Muse (EP; artistic production, writing, arrangement, recording, mix, mastering)
- (2001) The Dining Rooms: Sei Tu (Remix; production, programming, mix, mastering)
- (2001) Harley & Muscle: Change The World (There's A Spirit Here) (Remix; arrangement, mix, mastering)
- (2001) Artless : 2nd Room (Single; writing, production, programming, mix, mastering)
- (2001) Maffia Soundsystem: Afka (Single; programming, mix, mastering)
- (2001) Madreblu: Buon Compleanno (Single; production, some arrangements, recording)
- (2001) Mario Biondi: This Is What You Are (Single; artistic production, some arrangements)
- (2001) Le forbici di Manitù: Infanzia di M (Single; mastering)
- (2001) Madreblu: L'Equilibrio (Album; artistic production, arrangement, recording)
- (2001) Les Hommes: Les Hommes (Album; mastering)
- (2001) Artisti Vari : Metti una bossa a cena 2 (Compilation; editing, mastering)
- (2002) Artisti Vari : Break'n'Bossa 5 (Compilation; editing, mastering)
- (2002) Nicola Conte: Jet Sounds Revisited (Album; mastering)
- (2002) Soulstance: Third (Album; mastering)
- (2002) Il Nucleo: Meccanismi (Album; artistic production, writing, arrangement, recording, mix)
- (2002) Fragmentorchestra: Fragmentorchestra (Album; artistic production, writing, arrangement, programming, mix, mastering)
- (2002) Artless: Gotta find a way (Single; artistic production, writing, arrangement, programming, mix, mastering)
- (2003) Il Nucleo: Oggi Sono Un Demone (Single; production, arrangements, recording, mix)
- (2003) Vuca: Bossafrica (Single; mastering)
- (2003) Il Nucleo: Sospeso (Single; production, arrangement, programming, mix)
- (2003) Marla Singer:  Senza Luce (Single; production, arrangements, programming, mix)
- (2003) Il Nucleo: Meccanismi (Single; writing, production, arrangements, programming, mix)
- (2003) Marla Singer: Marla Singer (Album; artistic production, arrangements, recording, mix)
- (2003) Paul & Mark: Officine (Album; mastering)

### 2004-2007
- (2004) RIO: Mariachi Hotel (Album; artistic production, arrangements, recording, mix)
- (2004) Il Nucleo: Essere Romantico (Album; production, some arrangements, recording, mix)
- (2004) Marla Singer: Fantasie di Plastica (Single; production, sounds treatments, programming, recording, mix)
- (2004) RIO: Sei Quella per Me (Single; artistic production, arrangements, programming, mix)
- (2004) RIO: Mariachi Hotel (Single; production, arrangements, programming, mix)
- (2004) RIO: La Mia Città (Single; production, arrangements, programming, mix)
- (2005) Ligabue: Nome e Cognome (Album; artistic production, some arrangements, some recordings)
- (2005) Il Nucleo: 27 Aprile (Single; production, some arrangements, programming, mix)
- (2005) Ligabue: Il Giorno dei Giorni (Single; production, some arrangements, some recording)
- (2005) Il Nucleo: Non Spegnere la Luce (Single; production, some arrangements, sounds treatements, recording, mix)
- (2006) Ligabue: L'Amore Conta (Single; artistic production)
- (2006) Ligabue: Le Donne Lo Sanno (vincitore Festivalbar 2006) (Single; artistic production, arrangements)
- (2006) Ligabue: Happy Hours (vincitore Festivalbar 2006) (Single; artistic production)
- (2007) Stefano Centomo: Bivio (Secondo Classificato Sanremo 2007) (Single; artistic production, arrangements, orchestra arrangement, programming, recording, mix)
- (2007) Stefano Centomo: Niente è Come Te (Single; artistic production, arrangements, recording, mix)
- (2007) Stefano Centomo: Respirandoti (Album; artistic production, arrangements, recording, mix)

### 2008-2010
- (2008) Ligabue: Sette Notti in Arena CD (Album; recording, mix)
- (2008) Il Nucleo: Io prendo casa sopra un ramo al vento (Album; artistic production, some arrangements, recording, mix)
- (2008) Ah! Wildness: Don't mess with the apocalypse (Album; production, recording, sounds treatments, mix)
- (2008) Il Nucleo: Cambiano Le Cose (Single; production, recording, some arrangements, sounds treatments, mix)
- (2008) Stefano Centomo: Tu dove sei (Single; production, recording, arrangements, mix)
- (2008) Il Nucleo: Vorrei Un Motivo (Single; production, arrangement, programming, recording, mix)
- (2009) Alessandro Magnanini: Someway still I do (Album; recording, programming, mix)
- (2009) Il Nucleo: Maledetto Mare (Single; artistic production, keyboards & ambients)
- (2009) Marla Singer: Tempi di Crisi (Album; artistic production, some arrangements, some recordings)
- (2009) Alessandro Magnanini: Secret Lover (Single; some recordings, programming, mix)
- (2009) Nicola Conte: Carioca by Fragmentorchestra (Remix; writer)
- (2010) Marla Singer: Eleanor Rigby (Single; artistic production, some arrangements, some recordings)
- (2010) Marla Singer: Esplodo di vitalità (Single; artistic production, some arrangements, some recordings)
- (2010) Marla Singer: Brucerò (Single; artistic production, some arrangements, some recordings)

### DVD Live
- (2005) Ligabue: 10 Settembre Campovolo 2005 (Recording, programming, mix)
- (2006) Ligabue: Nome e Cognome TOUR CLUB (programming, mix, mastering)
- (2006) Ligabue: Nome e Cognome TOUR PALASPORT (Recording, programming, mix, mastering)
- (2006) Ligabue: Nome e Cognome TOUR STADI (Recording, programming, mix, mastering)
- (2006) Ligabue: Nome e Cognome TOUR TEATRI (Recording, programming, mix, mastering)
- (2008) Ligabue: 7 Notti in Arena (Recording supervisor, programming, mix, mastering 5.1)
- (2009) Ligabue: Olimpico 2008 (programming, mix, mastering)